# Cartouche Doré
El Cartouche Doré (en español: «Cartucho dorado») es un equipo de demostración acrobática del Ejército del Aire Francés (Armée de l'Air) constituido en abril de 1989, y que opera tres aviones Socata TB-30 Epsilon, además de disponer de una unidad como repuesto. Tiene su base en la Base Aérea de Cognac Châteaubernard, en Châteaubernard, a 2,8 km de Cognac (Francia).

## Aviones utilizados
| Avión                | Número | Periodo           |
| -------------------- | ------ | ----------------- |
| Socata TB-30 Epsilon | 3      | 1989 — actualidad |

## Galería de imágenes

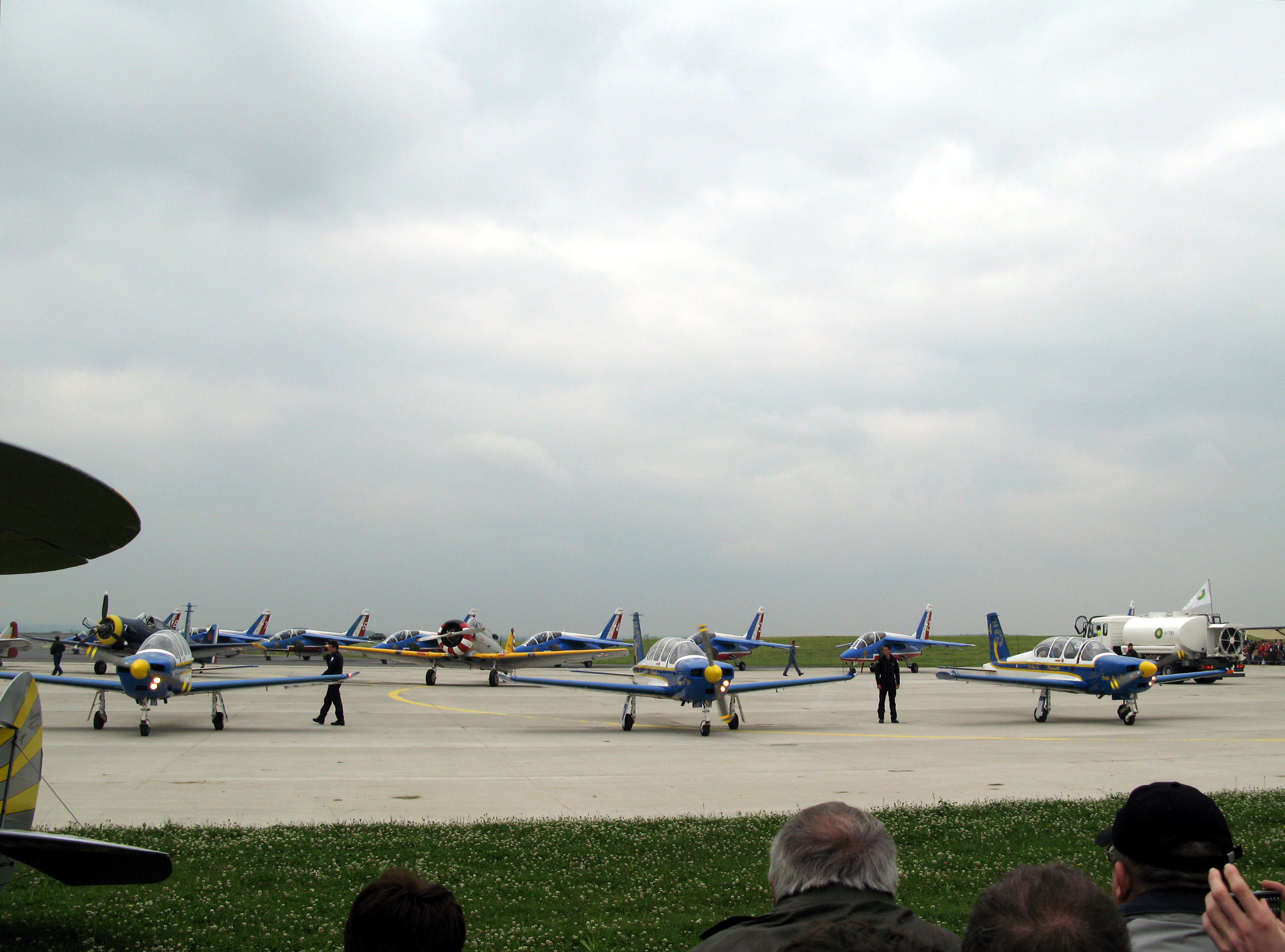
Los tres aviones TB-30 Epsilon en tierra.
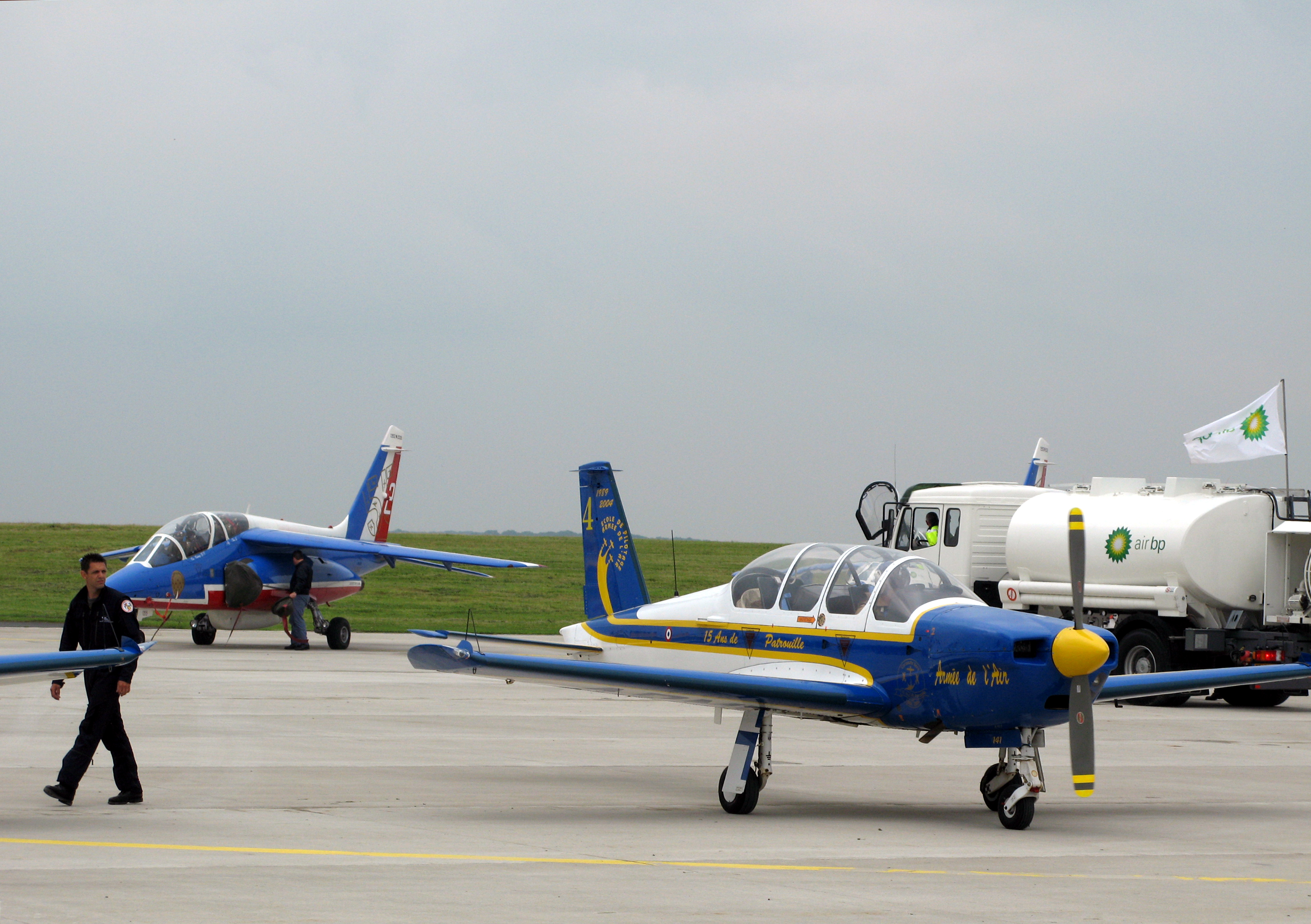
Primer plano de un TB-30 Epsilon.
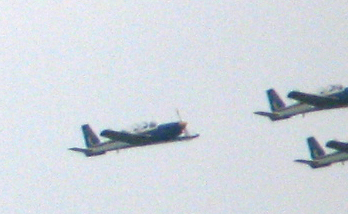
Los Cartouche Doré en vuelo.